# 陶欽臯
陶欽臯（1512年—？），字克允，江西九江府彭澤縣人，民籍，明朝政治人物。

## 生平
河南右布政使陶钦夔之弟，生而穎异，八岁能文，日览千言，终身成诵。嘉靖十九年（1540年）庚子科江西鄉試第三名舉人。嘉靖二十三年（1544年）中式甲辰科會試第二百二十三名，登第二甲第七十九名進士。初授刑部主事，二十七年三月改任福建道御史，因争东厰擅拟人命，中官呼为大胆御史。二十九年六月奉命赴南直隶庐凤徐邳等地募兵。三十二年七月，论劾南赣巡抚都御史张烜、南京提督参江都御史蔡克廉各不职宜罢，诏俱回籍候勘。

## 家族
曾祖陶榮；祖父陶焯，醫學訓科；父陶埜（1471—1544年），字仲文，號杏垣、醒翁，醫學訓科 封文林郎浙江道監察御史。母宋氏（贈孺人）；繼母劉氏。严侍下。兄陶钦民（嘉靖元年举人、贡士）、陶钦时、陶钦夔（按察司副使）、陶钦中（监生）。